# Flachstal
Das Flachstal ist ein vier Kilometer langes Trockental im Norden des Unstrut-Hainich-Kreises in Thüringen.

## Lage und Verlauf
Das Flachstal beginnt unweit nördlich von Kaisershagen bei etwa (355 m ü. NN), verläuft zunächst von Nordwesten nach Südosten und macht nach anderthalb Kilometern einen Knick nach Südsüdwesten. Es endet westlich der Eisenbahn-Unterführung an der Ostflanke des Unstruttales am südöstlichen Ortsausgang von Reiser.
In diesem Bereich der nordwestthüringischen Muschelkalkplatten verläuft ein episodischer Bach, der sich dort etwa 50 m in die wellige Muschelkalk-Hochebene eingetieft hat.

## Beschreibung
Der Abfluss des Steingrabens im Flachstal erfolgt periodisch nach der Schneeschmelze im Frühjahr sowie nach Regenperioden oder Starkregenereignissen. Er mündet linksseitig in die Unstrut. Die meiste Zeit des Jahres liegt er trocken und weist ein steinig-blockiges Bachbett aus  kantengerundetem Muschelkalk-Geröll auf. Mitunter finden sich auch entsprechende Fossilien. An den Talhängen sind die Gesteinsschichten des Oberen und Mittleren Muschelkalks angeschnitten. Das Flachstal ist zudem eine wichtige Kaltluft-Abflussbahn für die umliegenden, ackerbaulich intensiv genutzten Hochflächen.
Die steilen Talflanken werden seit vielen Jahren mit Schafen beweidet. Bereits das Messtischblatt zeigt die für Schaftriften typische Ödlandsignatur. Die Beweidung mit Schafherden, denen immer auch Ziegen beigemischt waren, erfolgte auch, als das Flachstal von der Nationalen Volksarmee und später der Bundeswehr als Truppenübungsplatz genutzt wurde. Zu Zeiten des Truppenübungsplatzes wurde das Flachstal mit mehreren Herden begangen, um die Schießbahnen von aufkommendem Gehölzaufwuchs freizuhalten. Alljährlich wurden die Flächen auch abgebrannt.

### Vegetation
Charakteristisch für das Flachstal sind ausgedehnte Enzian-Schillergrasrasen an den Talhängen, die durch Liguster-Schlehen-Gebüsche an den Talflanken und durch Holunder-Schlehen-Gebüsche auf der Talsohle stark gegliedert werden. Dort treten entlang des Steingrabens kleinflächig auch Auwaldgalerien und Kopfweiden auf. Die steilen Osthänge wurden zu Zeiten des Truppenübungsplatzes z. T. mit Wald- und Schwarzkiefer bepflanzt, die für das Flachstal untypisch sind. Das hintere Thalholz ist ein naturnaher Waldgersten-Buchenwald mit artenreicher Krautschicht und Übergängen zu Rotbuchen-Trockenwald in den Steilhangbereichen.

## Naturschutz
Aufgrund des Vorkommens seltener und schutzbedürftiger Pflanzen- und Tierarten ist das Flachstal seit dem 25. Mai 1999 auf einer Fläche von 187,6 ha als Naturschutzgebiet ausgewiesen.
Es gehört seither auch zu den thüringischen FFH-Gebieten des europäischen Schutzgebietssystems Natura 2000. Die traditionelle Beweidung mit Schafen und Ziegen erfolgt weiterhin durch ortsansässige Schäfer und dient der Offenhaltung des Gebietes.
Wertgebend sind die z. T. seltenen Vorkommen von Pflanzen- und Tierarten trocken-warmer und strukturreicher Offenlandschaften des Hügellandes über Kalkgesteinen. Für das Gebiet sind insgesamt 220 Gefäßpflanzenarten sowie zahlreiche Brutvögel und Falterarten nachgewiesen. Das Hauptschutzziel liegt im faunistischen Artenschutz. Umso wichtiger ist der Erhalt einer strukturreichen Offenlandschaft als Lebensraum der dort nachgewiesenen seltenen Tierarten.

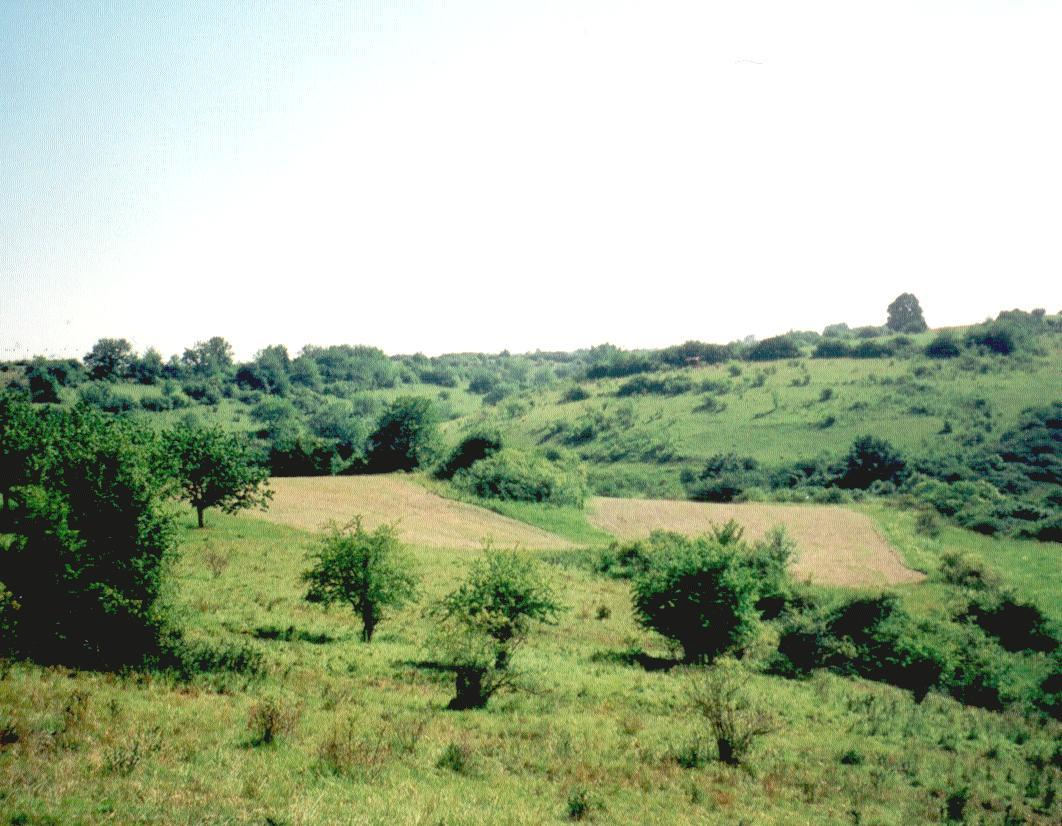
Strukturreiche Kalkmagerrasen im Flachstal, Juni 2006